# Gibbon (Nebraska)
Gibbon es una ciudad ubicada en el condado de Buffalo en el estado estadounidense de Nebraska. En el Censo de 2010 tenía una población de 1833 habitantes y una densidad poblacional de 814,41 personas por km².

## Geografía
Gibbon se encuentra ubicada en las coordenadas 40°44′46″N 98°50′45″O / 40.74611, -98.84583. Según la Oficina del Censo de los Estados Unidos, Gibbon tiene una superficie total de 2.25 km², de la cual 2.25 km² corresponden a tierra firme y (0%) 0 km² es agua.

## Demografía
Según el censo de 2010, había 1833 personas residiendo en Gibbon. La densidad de población era de 814,41 hab./km². De los 1833 habitantes, Gibbon estaba compuesto por el 75.23% blancos, el 0.38% eran afroamericanos, el 0.27% eran amerindios, el 0.27% eran asiáticos, el 0.33% eran isleños del Pacífico, el 21.28% eran de otras razas y el 2.24% pertenecían a dos o más razas. Del total de la población el 32.35% eran hispanos o latinos de cualquier raza.